# روبرت إم. ميورا
روبرت إم. ميورا (بالإنجليزية: Robert M. Miura)‏ هو رياضياتي وأستاذ جامعي أمريكي، ولد في 12 سبتمبر 1938 في سيلما في الولايات المتحدة.